# Gounghin (département)
Pour les articles homonymes, voir Gounghin.
Gounghin est un département et une commune rurale du Burkina Faso situé dans la province du Kouritenga et la région du Centre-Est. En 2012, le département compte 35 257 habitants.

## Villages
Le département de Gounghin comprend un village chef-lieu (données actualisées en 2012) :
- Gounghin (921 habitants)

et 42 autres villages :
- Balgo-Zaocé (1 164 habitants)
- Bélembaoghin (522 habitants)
- Bélemboulghin (1 350 habitants)
- Bilanghin (643 habitants)
- Bonsin-Dagoulé (2 133 habitants)
- Boundoudoum-Zougo (650 habitants)
- Dagbilin (586 habitants)
- Dakonsin (696 habitants)
- Dapelgo (840 habitants)
- Dimistenga (1 529 habitants)
- Donsin (492 habitants)
- Douamtenga (765 habitants)
- Gandéongo-Bogodin (1 219 habitants)
- Godin (291 habitants)
- Kabèga (1 032 habitants)
- Kabèga-Peulh (115 habitants)
- Kiegtougdou (280 habitants)
- Koabdin (802 habitants)
- Kontaga (500 habitants)
- Kougdo (890 habitants)
- Lézotenga (1 993 habitants)
- Mendrin-Tountoghin (240 habitants)
- Milimtenga (222 habitants)
- Mossi-Balgo (250 habitants)
- Nalanghin (418 habitants)
- Namoukouka (810 habitants)
- Niongrétenga (1 104 habitants)
- Nioughin (987 habitants)
- Nondo (394 habitants)
- Nougbini (247 habitants)
- Ouédogo-Bokin (1 407 habitants)
- Oueffin (818 habitants)
- Pilorghin (959 habitants)
- Pissi-Zaocé (1 791 habitants)
- Sampaongo (1 637 habitants)
- Sankouissi (245 habitants)
- Sitenga (467 habitants)
- Téyogodin (1 662 habitants)
- Wénibankin (553 habitants)
- Wobzoughin (399 habitants)
- Yarkanré (770 habitants)
- Zaka (464 habitants)